# ابن الهائم المصري
'أبو العباس شهاب الدين أحمد بن عماد الدين بن علي المعروف بابن الهائم المصري المقدسي هو رياضياتي وفقيه مسلم. يُعرف بالمصري لأنه ولد بمصر سنة 753 هـ، ويُعرف بالمقدسي لأنه انتقل إلى القدس واشتهر ومات فيها سنة 815 هجريًا الموافق 1412 ميلاديًا.
ترك مؤلفات قيمة، منها: «رسالة اللمع في الحساب» و«الحاوي في الحساب» و«المعونة في الحساب الهوائي» و«مرشد الطالب إلى أسنى المطالب في الحساب» و«المقنع في علم الجبر والمقابلة» وهو قصيدة قوامها 59 بيتاً من الشعر في الجبر. كما ألف كتابًا في القواعد اسمه «مرشد الطلاب في قواعد الإعراب» كتبه عام 795 هـ.
وله ألفيّة في علم الفرائض تسمى «الكفاية»، شرحها شيخ الإسلام زكريا الأنصاري في كتاب «نهاية الهداية إلى تحرير الكفاية».
- «متن اللامع في علم الحساب»
- «ضوء اللمع في الحساب»
- نزهة الحساب
- نزهة الحساب المختصرة من المرشدة

## طالع أيضًا
- زكريا الأنصاري
- ابن القباقبي

## قراءة إضافية
- ابن الهائم المصري المقدسي، الجزيرة